# Trichopoda decisa
Trichopoda decisa là một loài ruồi trong họ Tachinidae.